# آمر اکبر آنتونی (فیلم ۲۰۱۸)
آمر اکبر آنتونی 
(به تلوگویی: Amar Akbar Anthony) فیلمی است محصول سال ۲۰۱۸ و به کارگردانی سرینو وایتلا است. در این فیلم بازیگرانی همچون راوی تجا، ایلیانا دی‌کروز، ویکرامجت ویرک و آبهیمانیو سینگ ایفای نقش کرده‌اند.